# Bramante
Donato "Donnino" di Angelo di Pascuccio, detto il Bramante e conosciuto anche come Donato Bramante (Fermignano, 1444 – Roma, 11 aprile 1514), è stato un architetto e pittore italiano, tra i maggiori artisti del Rinascimento.
Formatosi a Urbino, uno dei centri della cultura italiana del XV secolo, fu attivo dapprima a Milano, condizionando lo sviluppo del rinascimento lombardo, quindi a Roma, dove progettò la basilica di San Pietro. In qualità di architetto, fu la personalità di maggior rilievo nel passaggio tra il XV e il XVI secolo e nel maturare del classicismo cinquecentesco, tanto che la sua opera è confrontata dai contemporanei all'architettura delle vestigia romane e lui considerato "inventore e luce della buona e vera Architettura".

## Biografia e opere

### Gli anni della formazione

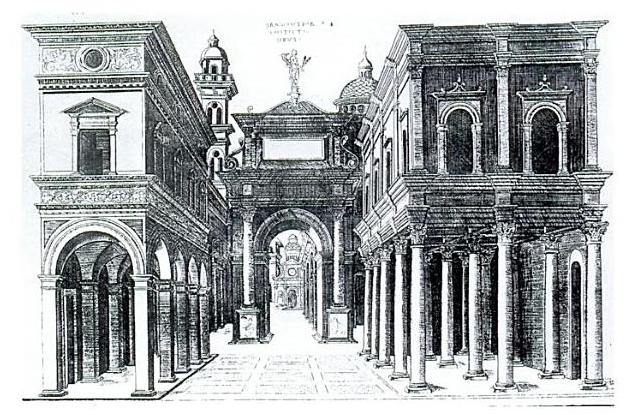
Incisione di strada di città ideale, attribuito a Bramante

Secondo la storiografia prevalente Bramante sarebbe nato a Monte Asdrualdo nel 1444 (oggi Fermignano) nei pressi di Urbino, facendo cadere le asserzioni di Vasari e di Serlio, che ne attestavano la nascita in Casteldurante (l'odierna Urbania). Si formò artisticamente nella città dei Montefeltro, ma il periodo della formazione e la prima attività di Bramante non è documentato. Quasi sicuramente fino al 1476 restò ad Urbino, dove probabilmente fu allievo di fra Carnevale e divenne pittore "prospectivo", cioè specializzato nella costruzione geometrica di uno spazio per lo più architettonico quale sfondo di una scena dipinta. Tale disciplina all'epoca era propedeutica all'esercizio dell'architettura e la sua perizia in tale ambito è confermata dalle fonti e confermata fin dalle sue prime opere.
Probabilmente fu anche allievo e aiuto di Piero della Francesca e conobbe Melozzo da Forlì che influenzarono poi la sua attività pittorica.. Nell'ambiente urbinate sicuramente conobbe Luca Signorelli, Perugino, Giovanni Santi, Pinturicchio e Francesco di Giorgio Martini; di quest'ultimo probabilmente divenne collaboratore arricchendo la propria formazione in campo architettonico. Forse a seguito di viaggi nell'Italia Settentrionale, che infine lo porteranno in Lombardia, entrò in contatto anche con le opere di Mantegna e di Leon Battista Alberti, nonché con le produzioni artistiche di centri come Perugia, Ferrara, Venezia, Mantova, Padova e Firenze, vista la conoscenza dell'opera di Brunelleschi dimostrata nelle prime opere milanesi.

### A Urbino

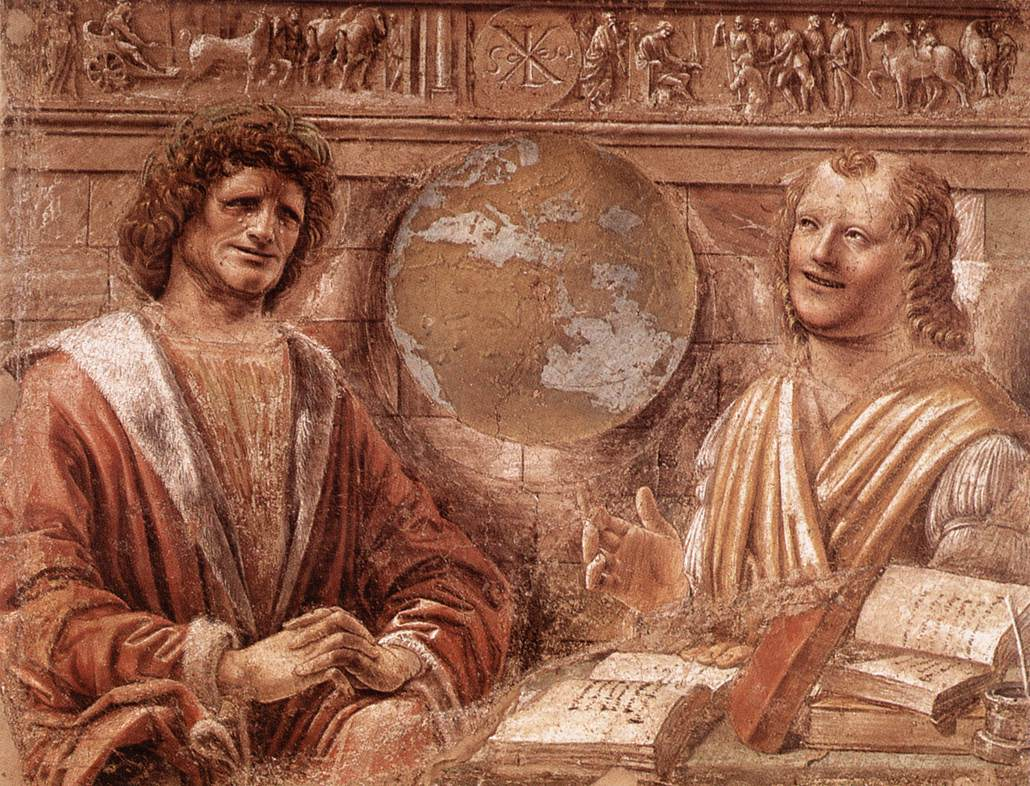
Bramante, frammento di affresco, Eraclito e Democrito, Pinacoteca di Brera

Dunque poco si conosce della sua attività artistica nel periodo giovanile urbinate, con attribuzioni molto problematiche. È probabile che abbia lavorato nel cantiere del Palazzo Ducale di Federico da Montefeltro progettato da Luciano Laurana, e forse alla Chiesa di San Bernardino degli Zoccolanti, posta poco fuori della cinta muraria cittadina, voluta del duca Federico III e destinata a diventare il mausoleo dei Montefeltro. Ospita infatti le tombe di Federico III e Guidobaldo I Duchi d'Urbino.
Tuttavia, attualmente prevale l'attribuzione a Francesco di Giorgio Martini, anche se è ritenuta possibile una collaborazione diretta del giovane Bramante, quantomeno nella fase realizzativa del Mausoleo.
Gli è stata autorevolmente attribuita una Flagellazione posta nell'Oratorio dei Disciplinati di San Francesco a Perugia, comunque generalmente attribuita a Pietro di Galeotto. Una sua possibile collaborazione è ipotizzata anche per la Cappella del Perdono per la cappella delle Muse, poste all'interno del Palazzo Ducale.

### A Milano

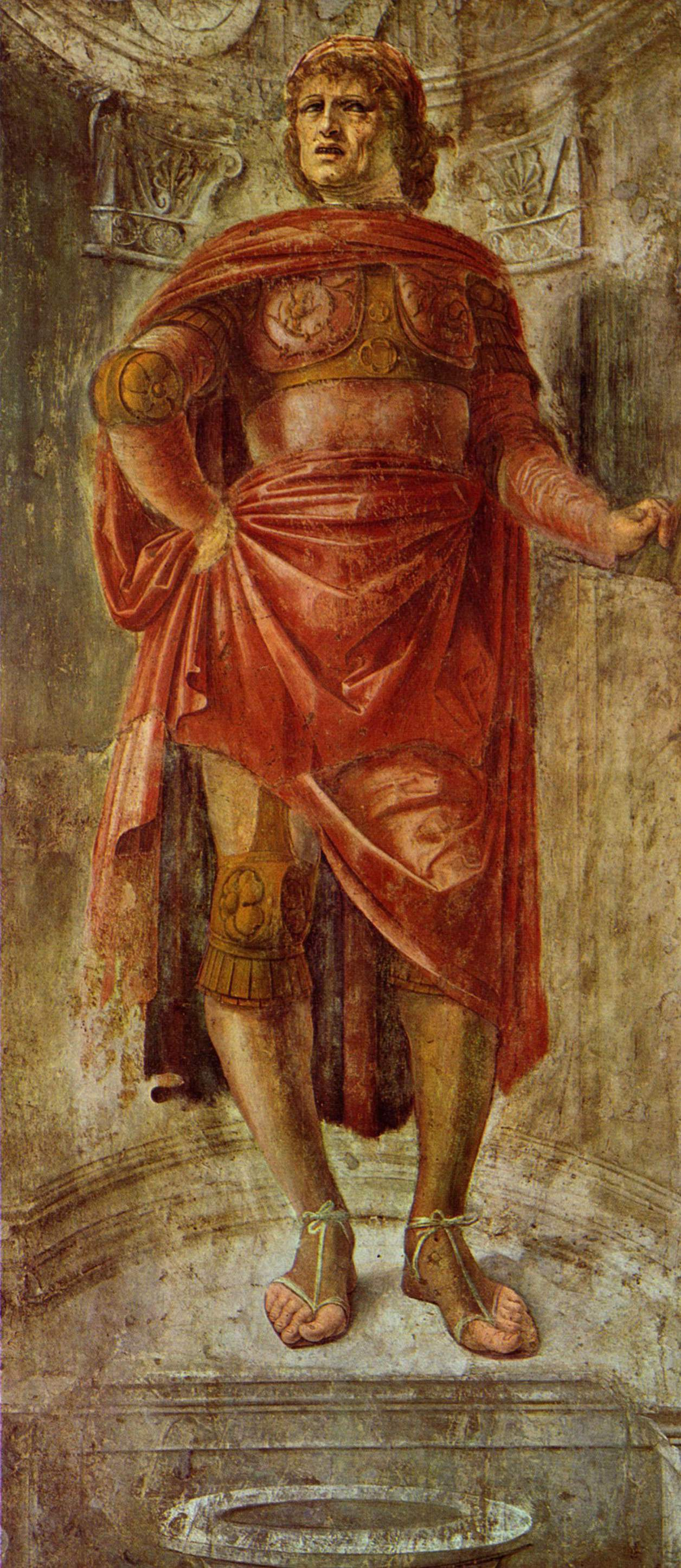
Particolare degli affreschi di Bramante già a Casa Visconti (oggi alla Pinacoteca di Brera)

Bramante è documentato per la prima volta, in Lombardia nel 1477, quando a Bergamo affrescò la facciata del Palazzo del Podestà (con figure di filosofi dell'antichità in inquadrature architettoniche di cui rimangono poche tracce e per le quali sono state notate somiglianze con Melozzo da Forlì). Secondo Vasari lavorò in quel periodo anche in città diverse da Bergamo.
Nel 1478 è probabile un suo primo soggiorno a Milano, forse inviato da Federico da Montefeltro per seguire i lavori nel suo palazzo a Porta Ticinese, ricevuto da poco in dono da Galeazzo Maria Sforza o forse al seguito di Giovanni Antonio Amadeo, conosciuto a Bergamo sul cantiere della cappella Colleoni.
Stabilitosi a Milano come pittore, vi rimase fino al 1499 lavorando, invece, prevalentemente come architetto per Ludovico il Moro e la sua cerchia, fino ad essere considerato artista di corte.
Bramante, giunto in Lombardia ormai trentatreenne, aveva accumulato una vasta e singolare cultura, che accomunava la maestria nella prospettiva, appresa da Piero della Francesca, la conoscenza di molti elementi dell'architettura classica e dell'opera vitruviana, l'adesione al modello albertiano di classicismo. Tale bagaglio culturale gli permise di esercitare una grande influenza ed autorità sulla cultura lombarda, in parallelo con Leonardo da Vinci, presente a Milano a partire dal 1482, con il quale non mancarono gli scambi e le reciproche influenze.
Più in generale sul finire del XV secolo il Ducato di Milano fu centro di cultura, dove l'arte locale di impronta gotica si incontrò, ed in parte si scontrò, con architetti ed artisti pienamente rinascimentali, provenienti dall'Italia centrale, di cui Bramante fu quello che lasciò l'impronta più duratura.

#### L'incisione Prevedari

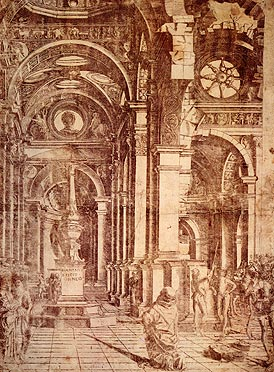
Incisione Prevedari, 1481

Ai primi anni dell'attività milanese risale la cosiddetta Incisione Prevedari, del 1481: si tratta di una visione architettonica rappresentante il grandioso interno di un'architettura classicheggiante incisa da Bernardo Prevedari su disegno di Donato Bramante, il cui nome è riportato in un'iscrizione in caratteri lapidari (BRAMANTUS FECIT IN MEDIOLANO).
Questa incisione, conservata in due esemplari (British Museum e collezione Perego, Milano), documenta l'originaria formazione urbinate e albertiana e i debiti, con la pittura ferrarese e l'opera del Mantegna. Mostra anche che molti temi dell'architettura bramantesca legati al rapporto con l'antico, siano già maturi vent'anni prima delle opere romane, come ad esempio l'uso di archi su pilastri e non su colonne.
A Bramante è anche attribuita un'altra incisione rappresentante una strada in prospettiva centrale, con caratteri di città ideale e che presenta molti motivi architettonici propri dell'architettura milanese del periodo dominata dall'influenza del suo linguaggio ormai pienamente rinascimentale. In questa prospettiva troviamo in fondo al centro un arco di trionfo e una cupola brunelleschiana, mentre ai lati abbiamo due palazzi con caratteristiche diverse: uno con colonne corinzie e trabeazione al piano terra, paraste e finestre ad arco tondo al primo piano; l'altro ha pilastri che reggono archi al piano terra, mentre al primo piano presenta finestre a timpano e oculi. L'incisione potrebbe essere l'attestazione dell'attività di Bramante come allestitore di spettacoli per la corte e sembra costituire un prototipo fondamentale per gli sviluppi della scenografia cinquecentesca.

#### Attività pittorica

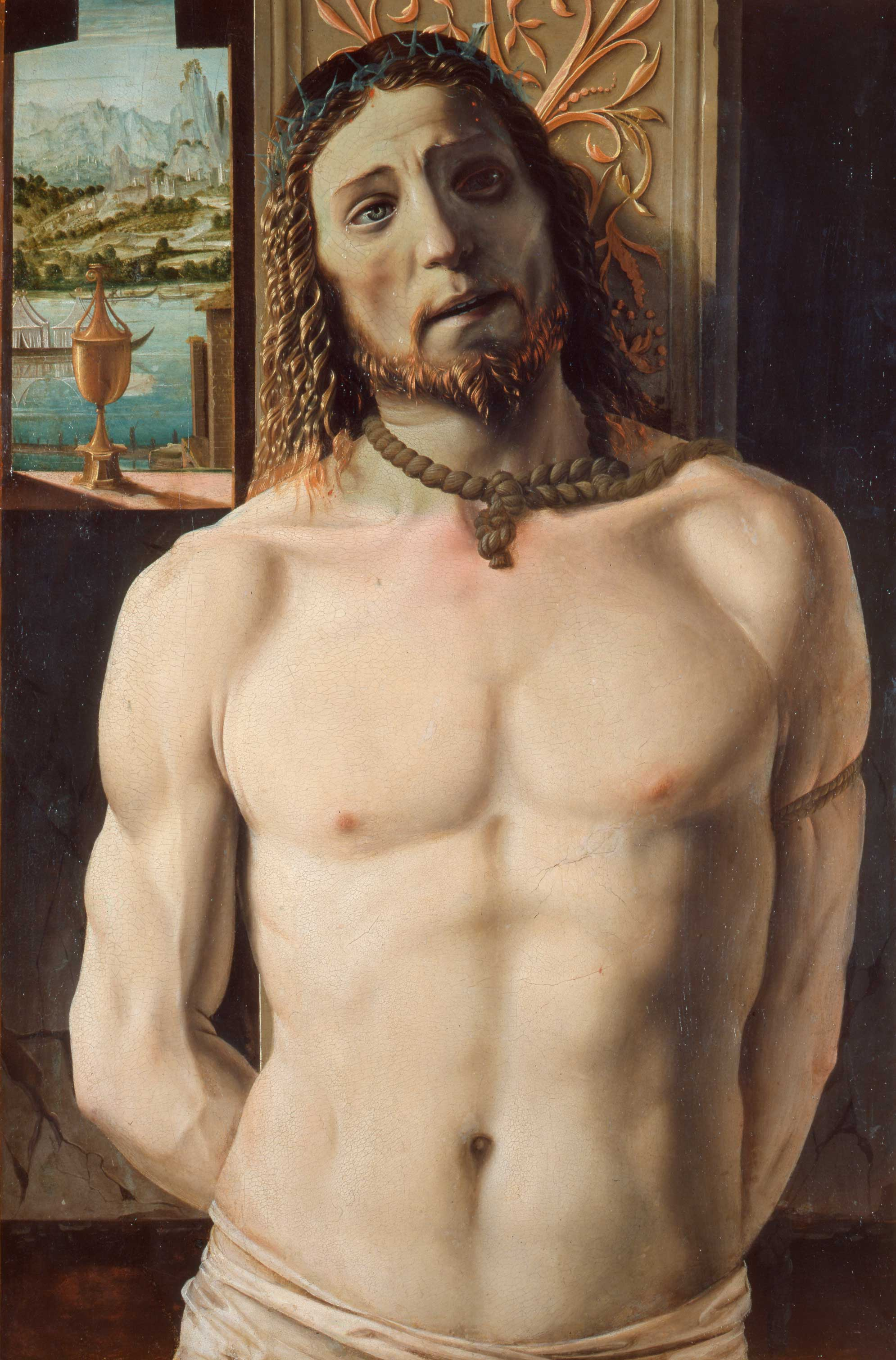
Cristo alla colonna, attribuito al Bramante, Pinacoteca di Brera, Milano

Bramante fu attivo in Lombardia anche come pittore, malgrado restino solo poche opere, a Milano e Bergamo: gli affreschi frammentari rappresentanti Eraclito e Democrito e Uomini d'arme (oggi alla Pinacoteca di Brera) eseguiti tra il 1486 ed il 1487 per la casa del poeta Gaspare Ambrogio Visconti, mecenate e protettore dell'artista, ed altri frammenti quasi illeggibili rappresentanti dei Filosofi dell'antichità eseguiti per il Palazzo del Podestà di Bergamo.
Completamente deperiti sono invece gli affreschi della facciata di Palazzo Fontana Silvestri anch'essi attribuiti al Bramante.
Tradizionalmente gli vengono attribuiti anche un dipinto su tavola, il Cristo alla colonna, già nell'abbazia di Chiaravalle, e l'affresco detto di Argo, nella sala del tesoro del Castello Sforzesco.
Le attribuzioni relative alla sua produzione pittorica sono sempre state problematiche, sia per la mancanza di documentazione sia per la presenza del suo allievo, il pittore Bartolomeo Suardi detto il Bramantino. Ebbe un importante influsso sulla cultura pittorica lombarda ed in genere settentrionale, diffondendo il gusto per la rappresentazione prospettica.
Nel successivo periodo romano Bramante sembra cessare completamente l'attività pittorica., forse per il sopravvenuto impegno dei grandi cantieri papali.

#### I contatti culturali con Leonardo e con la corte
Nel 1487 Bramante partecipò, come anche Leonardo, Francesco di Giorgio Martini, Amadeo ed altri, al concorso per il tiburio del Duomo di Milano, presentando un progetto a pianta quadrata e con un appoggio diretto sui piloni, per il quale realizzò un modello ligneo perduto e che forse è rappresentato in un'incisione del trattato di Cesare Cesariano che fu suo allievo.
Sulla questione Bramante scrisse una relazione, conosciuta come Opinio super Domicilium seu Templum Magnum. Si tratta dell'unico scritto teorico d'architettura di Bramante che ci sia pervenuto, in cui, interpretando Vitruvio, indica come caratteristiche dell'architettura la "fortezza", la "conformità cum el resto de l'edificio", la "legiereza" e la "beleza".
Durante il suo periodo milanese Bramante esercitò, nell'ambiente di corte, anche la sua passione letteraria. Infatti Bramante all'epoca era lodato anche come musicista e poeta e "fu di facundia grande ne' versi", come scrive nel 1521 Caporali. Ci ha lasciato infatti un piccolo canzoniere di 25 sonetti, 15 di tema amoroso petrarchesco e altri di argomento burlesco o biografico, tra cui uno in cui lamenta lo stato delle sue scarse finanze.

#### Chiesa di Santa Maria presso San Satiro (1482-1486)

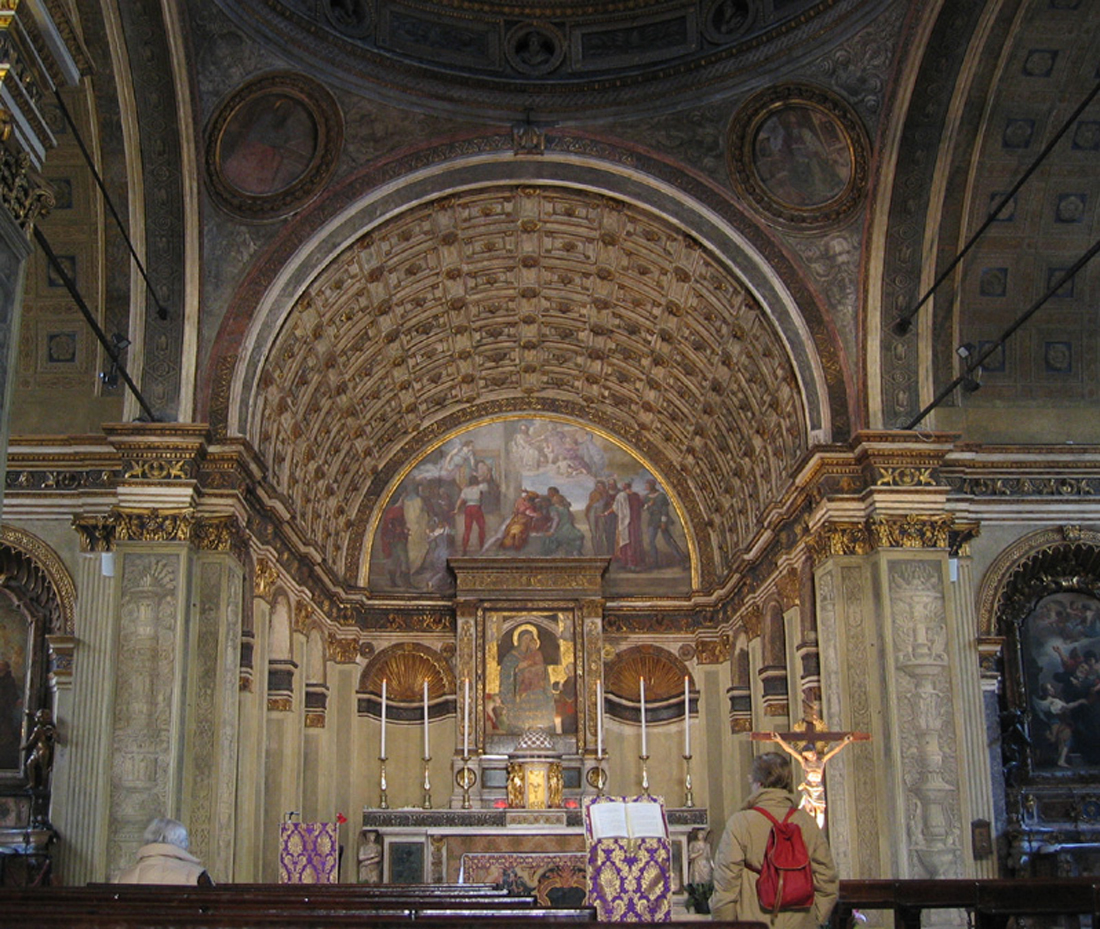
Santa Maria presso San Satiro, Milano

L'ampliamento della piccola chiesa parrocchiale di Santa Maria presso San Satiro è attribuita dalla letteratura artistica a Bramante nonostante le scarse risultanze documentali. Potrebbe trattarsi per lui del primo incarico d'architettura a Milano.
In particolare documenti sinora reperiti non comprovano definitivamente che la straordinaria soluzione dell'abside prospettica sia da ascrivere a Bramante. Altrettanto controversa ed incerta è l'attribuzione della Sagrestia a pianta ottagonale.
La committenza era una confraternita laica ("scola")  e potrebbe aver impiegato vari progettisti in una successione dei lavori complessa ed in parte ancora da chiarire. Sul cantiere compiano infatti anche Giovanni Antonio Amedeo in un contratto del 1486 relativo al rifacimento della facciata (rimasta largamente incompiuta), Giovanni Battagio e Agostino Fonduli, quest'ultimo responsabile probabilmente del gran numero di membrature e decorazioni laterizie.
Nell'esterno del complesso troviamo il primo esempio di utilizzo a Milano di un ordine classico, nella facciata su via Falcone.

#### Trasformazione di Sant'Ambrogio (1492-1500)

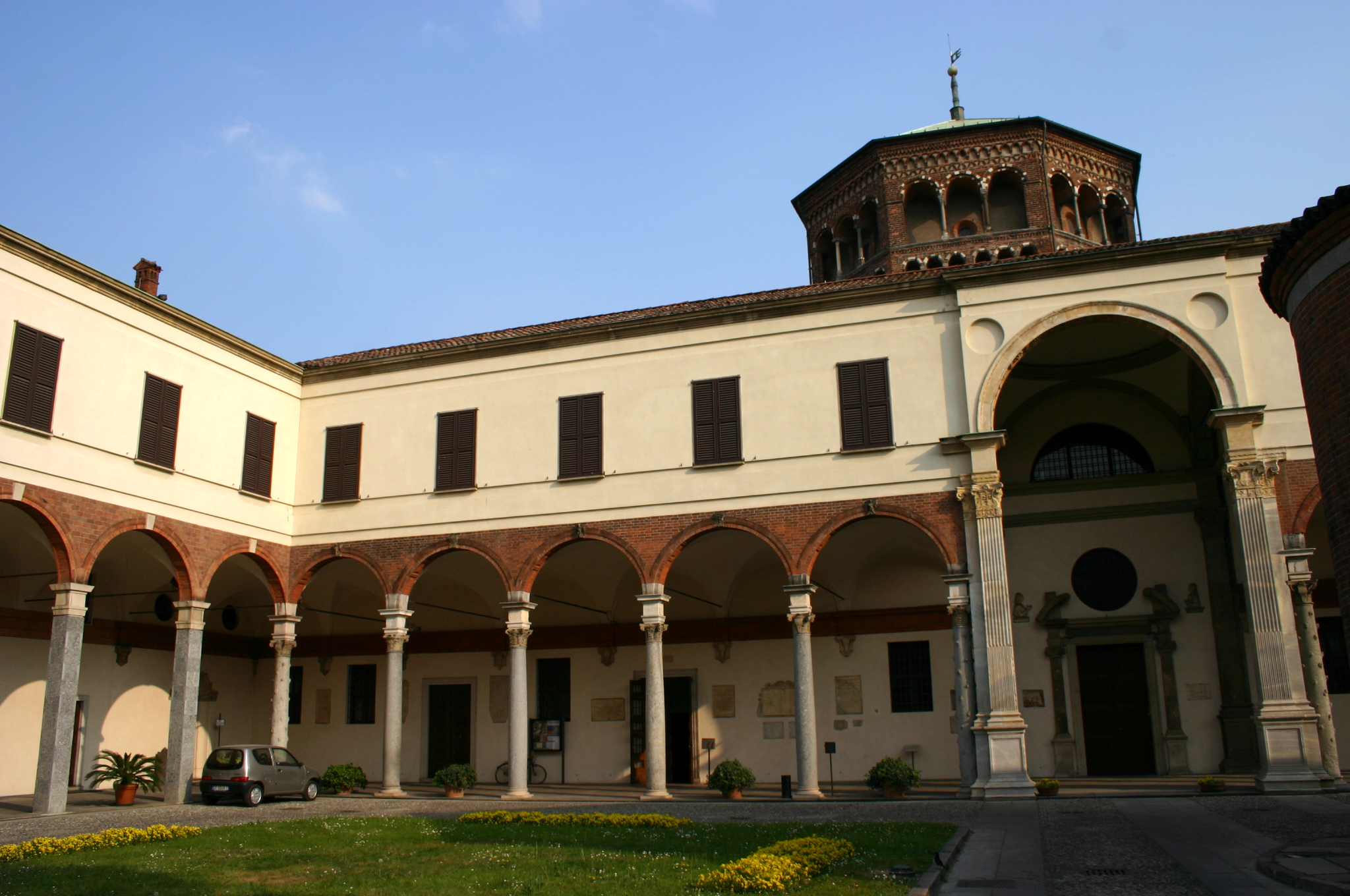
Cortile della Basilica di Sant'Ambrogio

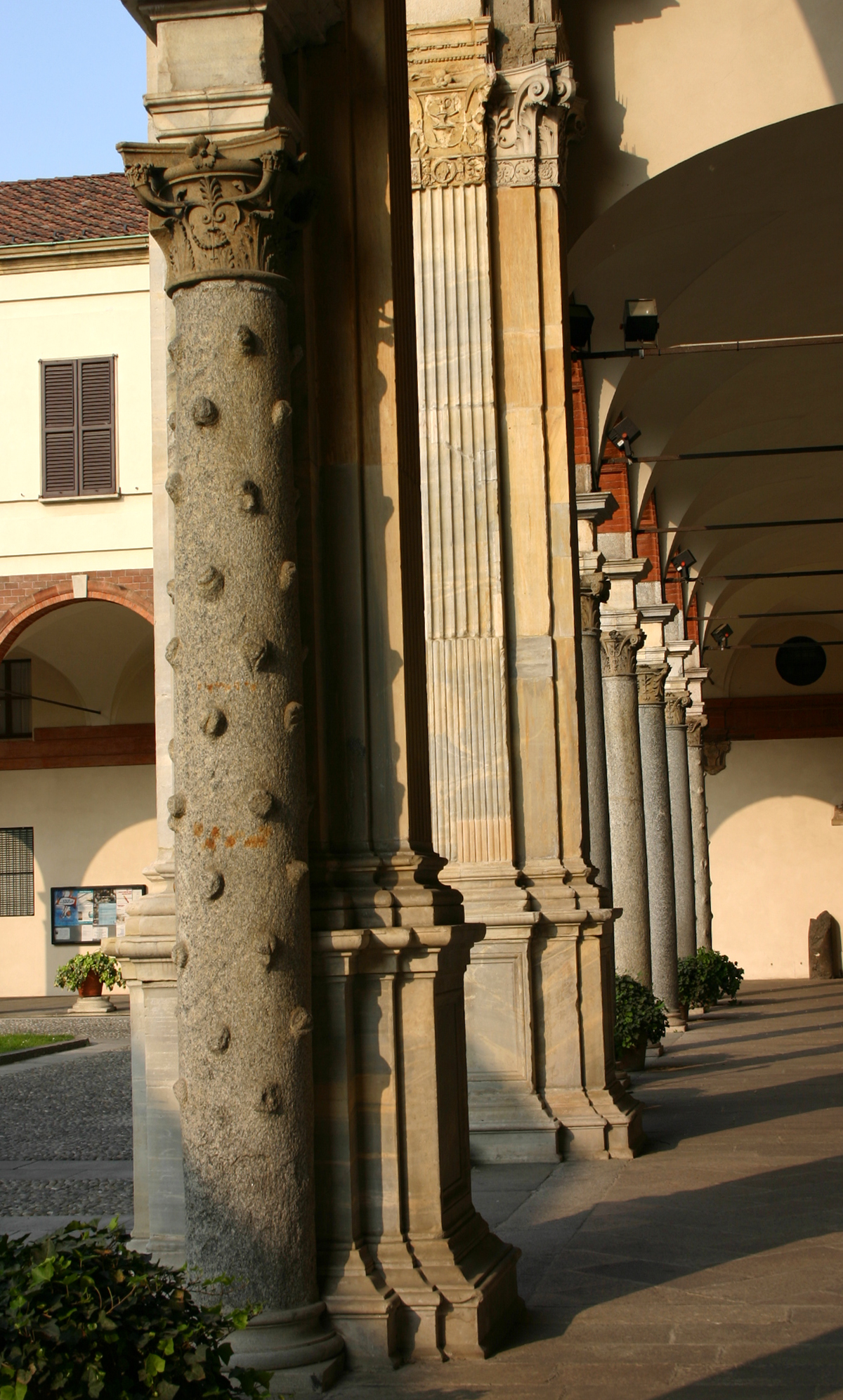
Una delle colonne che imitano un tronco d'albero

Una grande opera milanese di Bramante, ben documentata fin dal 1482 e commissionata da Ludovico il Moro e dal fratello Ascanio Sforza, fu la trasformazione degli annessi della basilica di Sant'Ambrogio. Furono previsti due distinti interventi: una canonica per il clero secolare posta a nord della basilica e due chiostri per il monastero dei Cistercensi posto a sud, modificando complessivamente gli spazi annessi della stessa basilica.
La Canonica fu progettata intorno ad un portico quadrato con quattro archi trionfali a doppia altezza sugli assi, in cui è stato visto un richiamo vitruviano ad un foro romano antico.
L'esecuzione dell'opera fu affidata a Giacomo Solari e a Cristoforo Negri e tra il 1492 e il 1499 fu compiuto solo uno dei quattro lati previsti (quello addossato alla basilica) e impostate le colonne per il secondo, che non verrà mai completato, lasciando per sempre la costruzione incompiuta.
Il portico rivela influenze brunelleschiane e si presenta come una successione di archi in cotto su colonne, capitelli compositi e pulvino ed è interrotto dall'arco di ingresso.
Sono presenti anche quattro colonne "laboratas ad tronchonos", il cui aspetto dovrebbe richiamare un tronco d'albero appena sbozzato, rimandando a Vitruvio ed all'origine lignea dell'ordine architettonico.
Lo spazio tra il portico e la chiesa dette modo a Bramante di ricavare nuove cappelle tra i contrafforti di Sant'Ambrogio, avviando anche la costruzione di una sagrestia nella parte absidale.
Anche sul lato sud Bramante, demolendo parti annesse della chiesa romanica, realizzò altre cappelle. Per il monastero cistercense, Bramante progettò due nuovi chiostri, iniziati a costruire intorno al 1497 ma completati molto dopo la sua partenza per Roma, con qualche incoerenza nei dettagli ma rispettando sostanzialmente il modello ligneo da lui lasciato. I due chiostri hanno grandiosità d'impianto che verrà imitato per tutto il Cinquecento. Sono caratterizzati rispettivamente dall'ordine dorico e dall'ordine ionico (a quel tempo una novità per Milano), presentano arcate insolitamente alte 7,5 metri. Tale soluzione avrà successo come tipologia in quanto si rivelò particolarmente adatta ad ospitare sia grandi stanze a doppia altezza, come mense e biblioteche, sia celle per i monaci su due piani.
Nel corpo di spina tra i due chiostri, nel corso del XVI secolo fu realizzato un grande refettorio.
Il complesso oggi è sede dell'Università Cattolica.

#### Tribuna di Santa Maria delle Grazie (1492-1497)

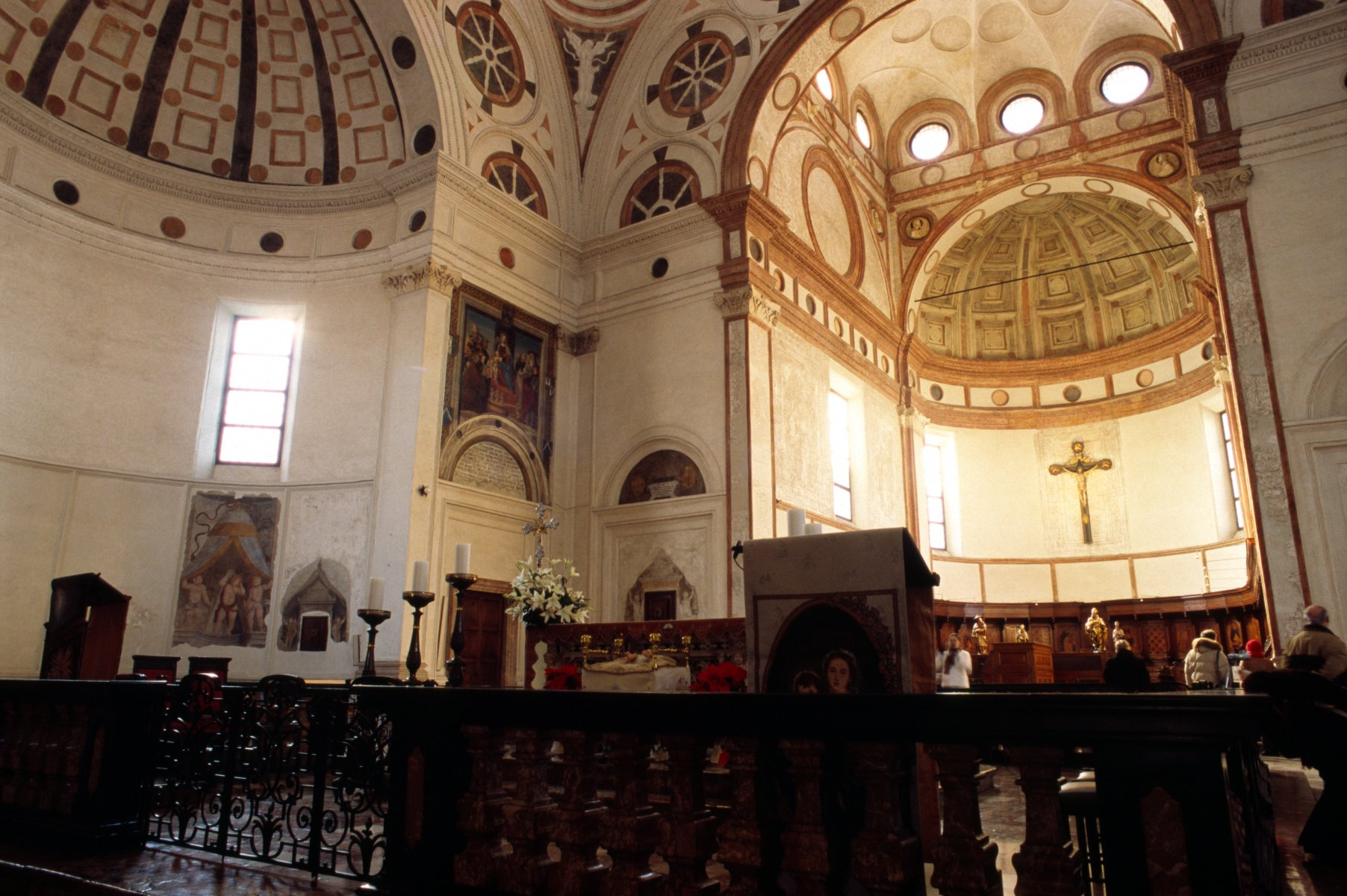
Il presbiterio di Santa Maria delle Grazie

Intorno al 1480, Guiniforte Solari aveva terminato la costruzione della chiesa in forme tardo-gotiche su committenza della famiglia Vimercati caduta poi in disgrazia. Nel 1492 Ludovico il Moro ordinò di smantellare il coro con transetto, abside e due cappelle laterali, appena costruito per far posto a una vasta tribuna rinascimentale a pianta centrale che la letteratura artistica attribuisce a Bramante anche in mancanza di documentazione esauriente a parte testimonianze indirette o tarde. Minoritaria risulta invece l'attribuzione progettuale a Giovanni Antonio Amadeo. Probabilmente Bramante dette il disegno generale ma non ebbe il controllo completo del cantiere e dell'apparato decorativo.
Il progetto presenta due absidi laterali grandi il doppio rispetto alle cappelle preesistenti e un coro molto allungato terminante con un'altra abside. La differenza di scala la si può notare anche in sezione: infatti il progetto bramantesco è alto il doppio rispetto a quello di Solari e termina con una cupola semisferica che è la più alta costruita dopo quella di Santa Maria del Fiore.
La tribuna venne completata dopo la partenza di Bramante; questo si può notare dalla contrapposizione tra l'ordine geometrico tipicamente rinascimentale e l'eccesso di decorazioni tipicamente lombardo, realizzate successivamente e sicuramente da Amadeo in base alla documentazione pervenutaci.
Sempre a Bramante sono attribuite la sagrestia e l'antistante chiostro.

### Altre opere lombarde
A Bramante vengono attribuite, non senza incertezze, numerose opere in varie città lombarde, progettate durante la sua permanenza a Milano. Spesso, per mancanze documentali, non si riesce a distinguere tra un intervento diretto in cantiere, la fornitura di disegni da far eseguire a capimastri locali, o la semplice influenza che l'autorità del maestro trasmetteva ad un vasto ambito culturale e che persisterà anche dopo la sua partenza per Roma. Infatti a cavallo fra XV e XVI secolo si formò un'identità architettonica rinascimentale ma specificamente lombarda, con personalità come Cristoforo Solari, che assimilarono il linguaggio bramantesco. L'eredità dell'architettura di Bramante, fatta di elementi architettonici ripresi dell'antico, uso della pianta centrale e impostazione prospettica, prevalse sulla tradizione locale e si impose per un lungo periodo.
Al novero di tali attribuzioni appartengono la facciata della chiesa di Santa Maria Nascente ad Abbiategrasso e la progettazione del Santuario della Beata Vergine dei Miracoli di Saronno per le quali non vi sono documenti che attestino l'attribuzione al Bramante, anche in presenza di elementi stilistici che fanno ipotizzare un suo ruolo.
Per altre opere sotto elencate abbiamo invece una presenza documentata, pur con grandi lacune.

#### Pavia

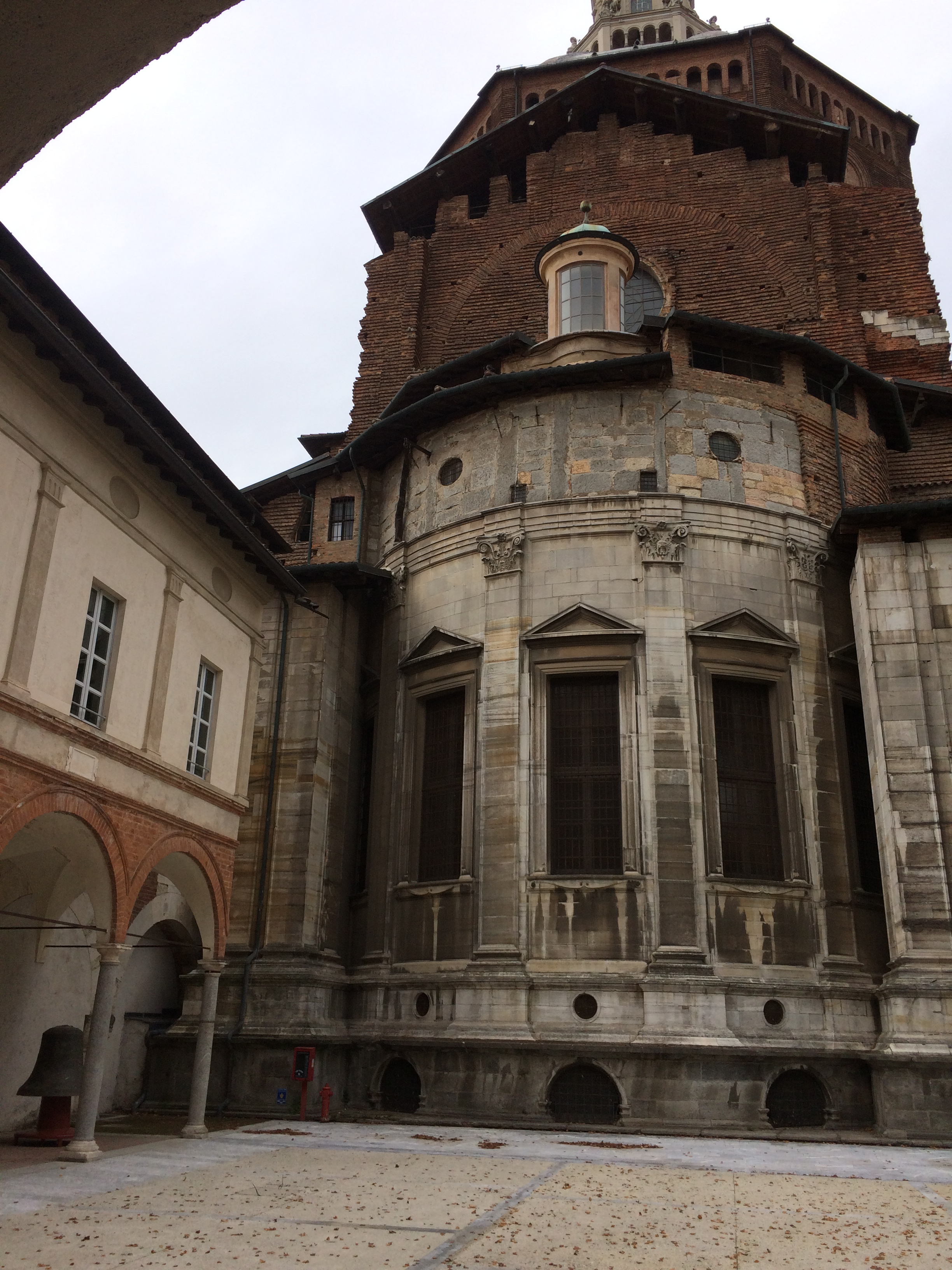
Parte dell'abside del duomo di Pavia

Concordemente viene attribuito a Bramante il progetto planimetrico dell'imponente Duomo di Pavia (di cui si conserva anche il modello ligneo del 1497), basato sull'innesto di un nucleo ottagonale a cupola con un corpo longitudinale a tre navate, come nella cattedrale di Santa Maria del Fiore a Firenze o nel Santuario della Santa Casa di Loreto, allora in costruzione e che probabilmente Bramante aveva avuto modo di conoscere. Al progetto del Bramante, oltre allo schema planimetrico generale vengono attribuiti la cripta (terminata nel 1492) e la parte basamentale della zona absidale dell'edificio.
La presenza di Bramante in cantiere risulta documentata nell'agosto del 1488 per risolvere i contrasti sorti tra Cristoforo Rocchi e Giovanni Antonio Amadeo e dare "disegnum seu planum".

La costruzione fu continuata molto lentamente, dopo la partenza di Bramante da Milano, secondo i la direzione e i progetti di altri architetti tra cui Pellegrino Tibaldi. 

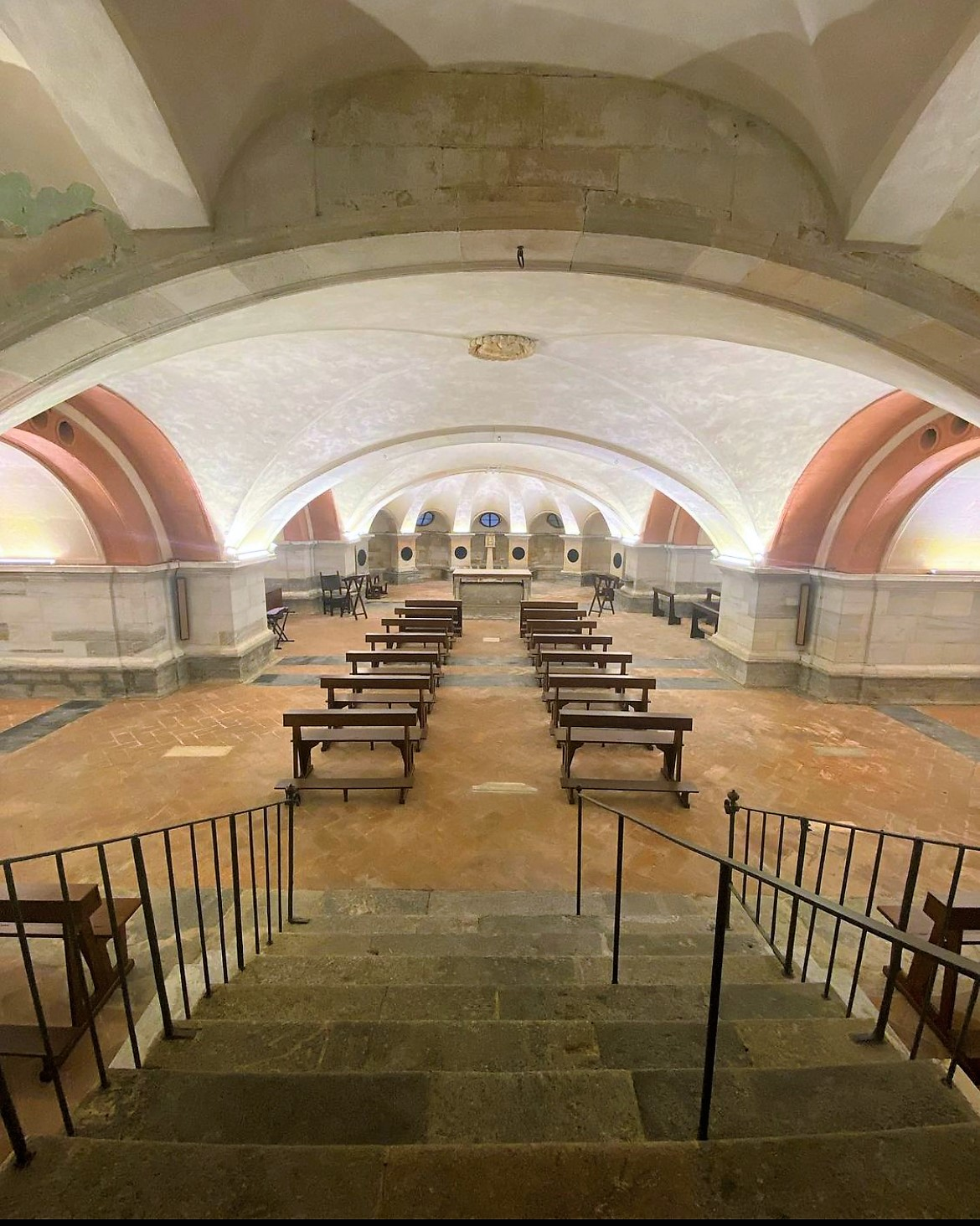
La cripta del Duomo di Pavia, 1492.

La cripta, come altri edifici realizzati dal Bramante, presenta una pianta centrale, divisa in due navate strutturate su due campate. I grandi pilastri, che reggono volte ribassate, e gli archi a sesto acuto della navata centrale richiamano gli ambienti termali di età classica e i ninfei, come quello degli Horti Sallustiani a Roma.
Nel progetto bramantesco sono stati rintracciati anche altri riferimenti a riprova della vasta cultura dell'architetto, tra cui il progetto originario della basilica di Santo Spirito del Brunelleschi, al quale rimanda il susseguirsi sul perimetro di cappelle semicircolari estradossate. Con questo progetto Bramante si pone come erede delle proposte innovatrici e all'insegnamento del Brunelleschi, "fondatore" dell'architettura rinascimentale.
Un altro importante riferimento culturale sono i contemporanei studi di Leonardo da Vinci su edifici a pianta centrale, che presentano analogie con il Duomo pavese, più come atteggiamento che per specifiche soluzioni.
A Pavia gli è stata attribuita anche la Chiesa di Santa Maria di Canepanova per la quale prevale l'attribuzione all'Amadeo.

#### Vigevano
Nel 1492 e nel 1494-1496 Bramante lavorò a Vigevano per incarico di Ludovico il Moro e durante tali soggiorni forse impostò la conformazione urbanistica della Piazza Ducale, realizzata tra il 1492 e il 1494, poi rimaneggiata nel sec. XVII. Inoltre, intervenne sul castello da trasformare in un residenza signorile mediante la realizzazione del cosiddetto palazzo delle Dame, seguendo a lungo anche i lavori, seppure con interruzioni.
Progettò, fra l’altro, la Torre del Bramante, che da lui prese il nome.

#### Brescia

Palazzo della Loggia a Brescia, edificato a partire dal 1492 e secondo alcuni opera del Bramante.

Secondo alcune fonti già consolidatesi a partire dal Cinquecento, il Bramante avrebbe anche progettato il livello inferiore del palazzo della Loggia, situato nell'omonima piazza ed edificato appunto dal 1492. Testimonianza di questa possibile attribuzione è già dimostrata, almeno teoricamente, dall'opera del canonico e religioso Baldassare Zamboni nel Settecento, tra l'altro sulla scorta di opere antecedenti di almeno due secoli, quali il Libro delle Scelte Pitture di Brescia di Giulio Antonio Averoldi. In ogni caso, nonostante alcune fonti anche autorevoli si esprimano positivamente, non è ancora chiaro se il palazzo rinascimentale bresciano possa essere attribuito con certezza all'architetto urbinate.

### A Roma
Il nuovo secolo segnò la caduta di Ludovico il Moro (1499), che aveva fatto dell'artista l'ingegnere ducale dello stato di Milano e fu caratterizzato dalla morte di Gaspare Visconti. L'architetto decise così di trasferirsi a Roma.
Già durante il periodo milanese sono documentati alcuni periodi in cui Bramante lasciò Milano per periodi anche per un tempo relativamente lungo; si ritiene che corrispondano a visite di autoformazione fatte a Firenze e a Roma anche se questo non è documentato. Intorno al 1499 giunto a Roma, secondo Vasari, il contatto con i resti dell'architettura romana e il relativo studio a cui si applicò assiduamente, arrivando anche ad altre località del Lazio e della Campania, ebbe su di lui una grande influenza, provocando una profonda evoluzione nonostante il maestro avesse già 55 anni. Secondo alcuni storici questo dovrebbe spiegare come già le sue prime opere romane sono molto diverse dalle ultime milanesi.
Dopo il suo arrivo si inserì rapidamente nell'ambiente dei personaggi più in vista della curia papale. Tuttavia le sue prime committenze, di cui parla Vasari, non sono documentate e in genere sembrano di poca rilevanza (fontana in piazza San Pietro, affresco dello stemma del Papa, con figure, sulla Porta Santa in Laterano.).
Seguirono ben presto incarichi più impegnativi come il palazzo per il cardinale Adriano Castellesi, il chiostro di Santa Maria della Pace su committenza del cardinale Carafa (1500), il tempietto di San Pietro in Montorio (dal 1502).
Da papa Alessandro VI fu nominato "sotto architettore", ma fu con l'ascesa al trono di Giulio II che s'impose come primo architetto del Papa, vincendo la concorrenza di Giuliano da Sangallo e ottenendo importantissimi incarichi, all'interno del disegno complessivo di rinnovamento del complesso vaticano, a partire dal cortile del Belvedere (1504).

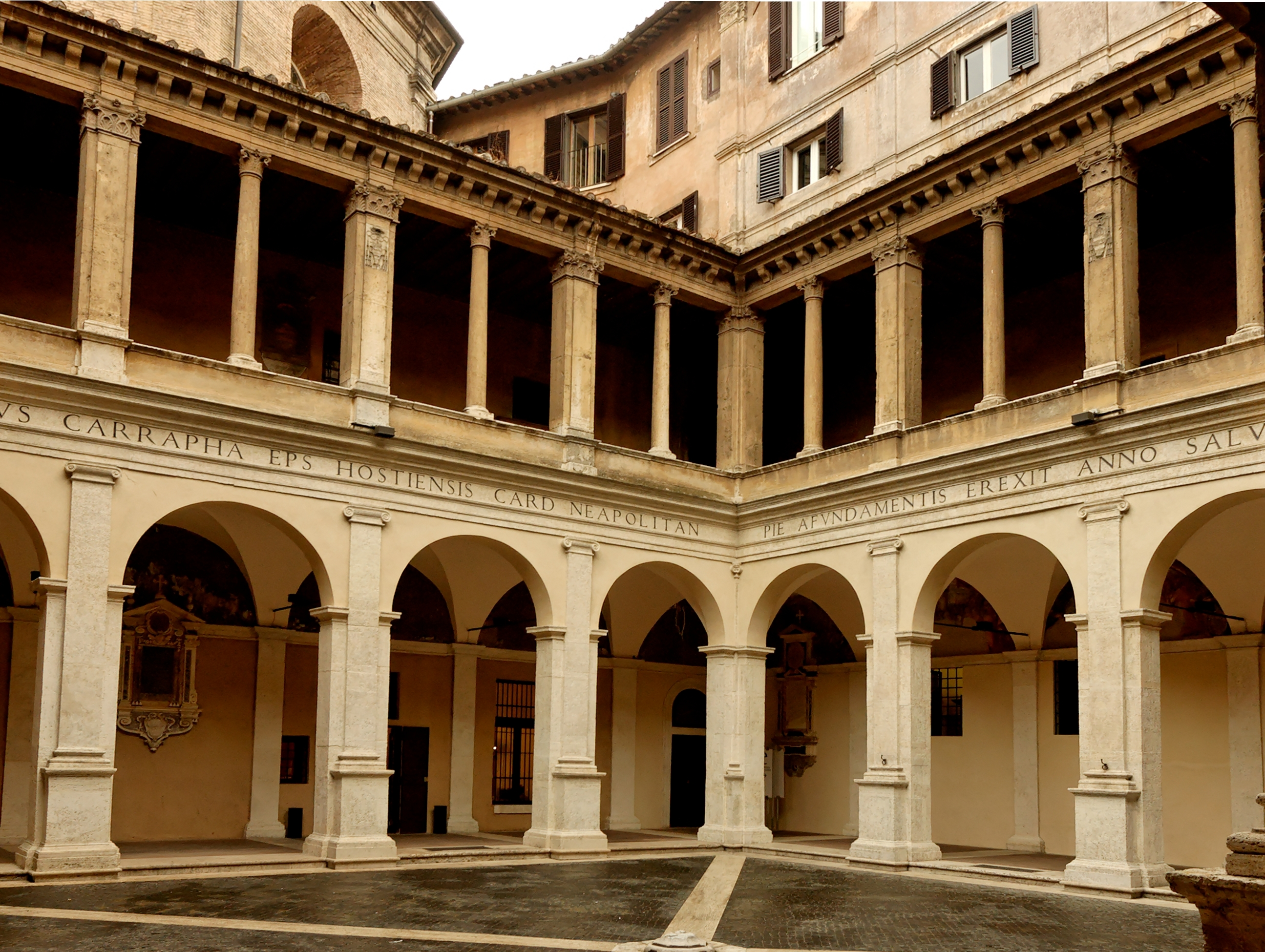
Chiostro di Santa Maria della Pace

 Chiostro di Santa Maria della Pace (1500-1504) 
È molto probabile che sia una delle prime opere romane di Bramante, fu infatti progettata nel 1500, poco dopo il suo arrivo a Roma, su commissione del cardinale Oliviero Carafa.
L'architettura presenta un linguaggio severo e privo di decorazione; in questo Bramante si distacca dal periodo milanese, durante il quale, forse per influenza delle maestranze locali, realizzava opere con un ricco repertorio decorativo.
Il chiostro, su pianta quadrata, è realizzato utilizzando elementi architettonici e compositivi ripresi dall'architettura romana. Il primo ordine presenta archi a tutto sesto poggianti su pilastri ed inquadrati da paraste e dalla soprastante trabeazione: si tratta di una delle prime applicazioni seriali di tale soluzione architettonica nel rinascimento. L'ordine superiore è innovativo nel mancato uso di strutture ad arco: infatti è costituito da pilastrini e colonne alternati che sostengono la trabeazione.
Lo schema del chiostro mostra la sovrapposizione degli ordini classici: il dorico per i pilastri del piano terreno, lo ionico per le paraste, il composito nel loggiato superiore, secondo una caratteristica ripresa dall'osservazione di monumenti classici come il Colosseo.
 Tempietto di San Pietro in Montorio (1502) 

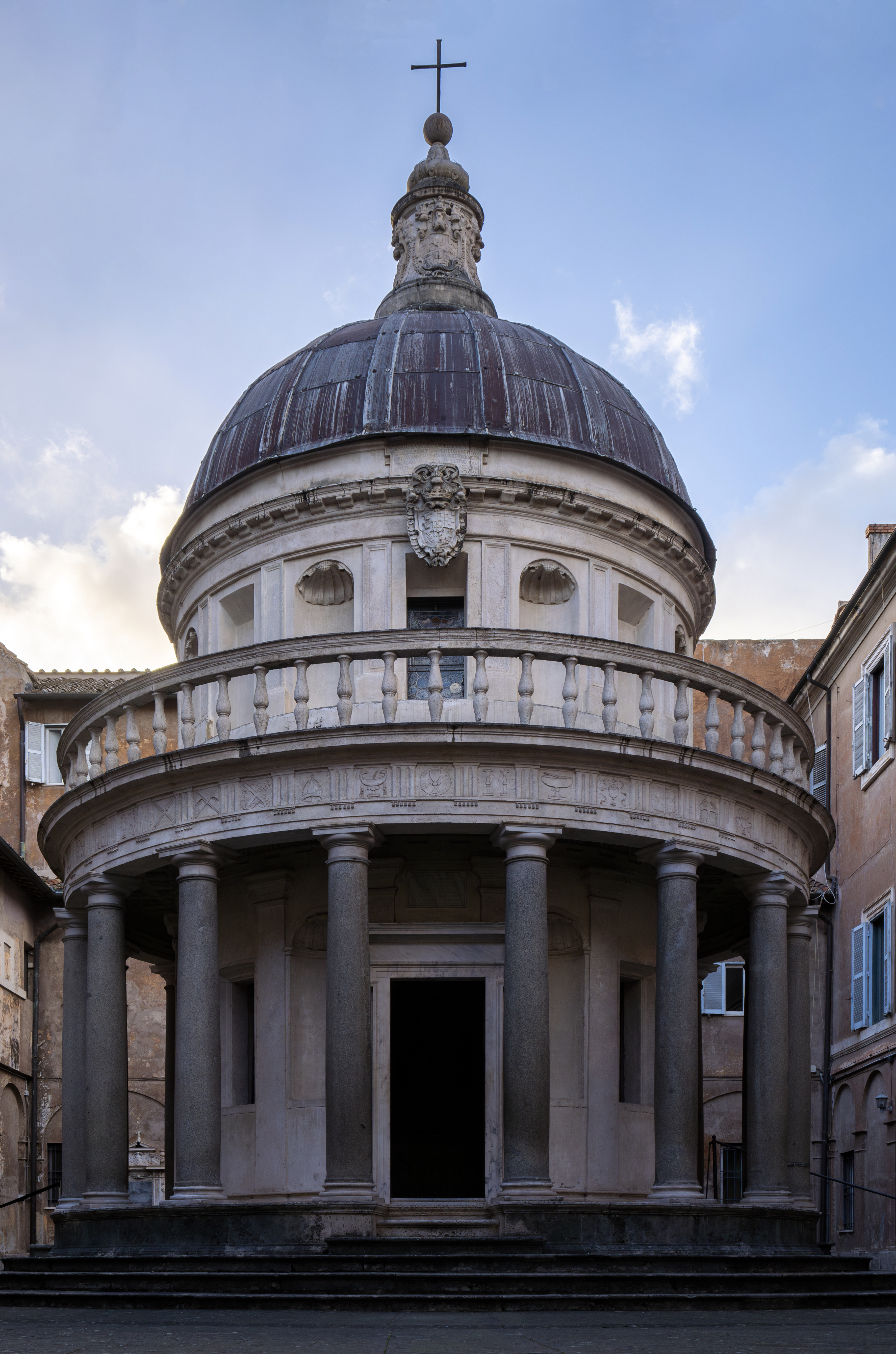
Tempietto di San Pietro in Montorio

Commissionato dal Re di Spagna, è un tempietto monoptero di piccole dimensioni, sopraelevato, ripreso dagli antichi templi peripteri circolari e monumentali romani (i cosiddetti martyria, perché edificati in onore dei martiri). Ha un corpo cilindrico (dal quale possiamo dedurre l'ammirazione rinascimentale per la perfetta forma circolare), scavato da nicchie di alleggerimento e circondato da un colonnato dorico (periptero), sopra al quale corre una trabeazione decorata con triglifi e metope a tema liturgico di origine greca.
Il colonnato esterno circonda la cella la cui muratura è scandita da paraste come proiezione delle colonne del peristilio. In modo canonico pone la colonna dorica su una base come i Romani (mentre i greci la poggiavano direttamente sul crepidoma, cioè il pavimento del tempio).
L'interno della cella ha un diametro di circa 4 metri e mezzo, cosicché non rimane spazio per le celebrazioni liturgiche: questo probabilmente significa che il tempietto fu costruito non con funzioni di chiesa, ma come un vero e proprio monumento celebrativo, in questo caso del martirio di san Pietro (il Gianicolo, dove sorge il tempietto, era tradizionalmente considerato il luogo dove il santo aveva subìto la crocefissione).

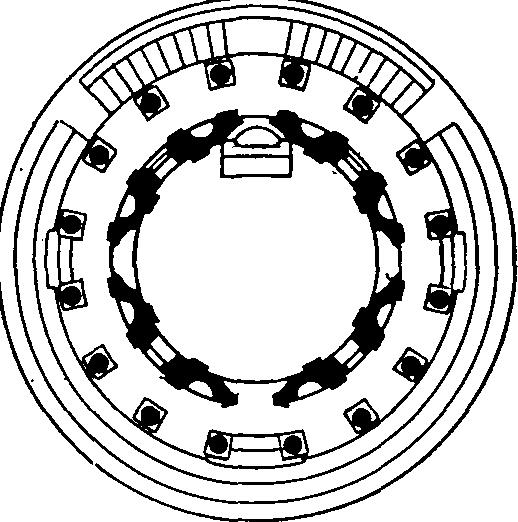
Pianta del tempietto

Nel progetto originario il cortile, ora quadrato, era circolare e sottolineava la centralità del tempio.
Il significato di centralità dell'esperienza religiosa veniva così amplificato dallo spazio architettonico circostante, in cui si combinavano ancora elementi architettonici classici che davano un'importanza di "exemplum" all'insieme.
Anche in questo progetto del Bramante torna come riferimento il numero perfetto che configura la pianta circolare con 2 peripteri da 16 pilastri (si veda Santa Maria della Pace).
Le paraste scaturiscono anch'esse dalla centralità del progetto in quanto sono dimensionate mediante la proiezione dal centro; quelle anteriori le colonne sono più piccole, quelle posteriori più larghe.
La cupola, realizzata in conglomerato cementizio (alla maniera degli antichi), ha un raggio pari alla sua altezza, e all'altezza del tamburo su cui si appoggia; in questo ha un chiaro rapporto con il Pantheon (nel quale la cupola, anch'essa una semisfera, è alta la metà esatta dell'edificio completo).
Cortile del Belvedere
Dal 1504 Bramante cominciò a progettare e realizzare, su ordine di Giulio II, la sistemazione di un vasto spazio (circa 300 x 100 m) in pendio posto tra il palazzetto di papa Innocenzo VIII, detto il casino del Belvedere per la sua posizione rialzata, ed il resto del complesso vaticano (in particolare la Cappella Sistina e gli appartamenti papali).
Il cortile fu diviso in tre terrazzamenti con quote differenti, collegati da rampe, e chiuso lateralmente da lunghi corpi di fabbrica, utilizzati in vario modo.
Nel grande cortile inferiore, pensato come un teatro destinato a spettacoli e successivamente concluso con un'esedra semicircolare da Pirro Ligorio, furono posti tre ordini sovrapposti di loggiati differenti, sul modello del Colosseo: dorico, ionico e corinzio (in un primo progetto forse solo due), che si interrompono nella prima scalinata o meglio gradonata estesa su quasi tutta la larghezza e che aveva anche la funzione di accogliere gli spettatori quando il cortile era utilizzato per rappresentazioni e tornei. All'esterno del lato orientale del cortile si trova la Porta Giulia in bugnato a chiave.
Il secondo livello, trovava accesso da una comoda scala al centro della gradonata. I lati che erano nascosti da due torrette, erano probabilmente senza articolazioni plastiche nell'originario progetto bramantesco.
Il cortile superiore al quale si accedeva per mezzo di una doppia scalinata a farfalla, presentava una scansione delle pareti a doppio ordine con paraste scandite a formare delle serliane.
La prospettiva del cortile era conclusa da una esedra, realizzata come grande nicchia nel 1565 ad opera dell'architetto Pirro Ligorio a dare un prospetto compiuto all'antico Casino del Belvedere.
Dietro il nicchione fu creato un altro cortile ottagonale, anch'esso detto "cortile del Belvedere", che accolse per lungo tempo la raccolta di statue antiche del papa, compreso l'Apollo del Belvedere ed il Gruppo del Laocoonte.
Vicino a questo cortile Bramante costruì una famosa scala a "lumaca" contenuta in uno stretto cilindro rampe a spirale sostenute da colonne. In tal modo fu inglobato nel nuovo complesso il Casino di Innocenzo VIII (l'originaria Villa del Belvedere).
Bramante non vide completo questo cantiere, come del resto tutti i grandi cantieri papali, ed i lavori continuarono nel corso del XVI secolo. Il complessivo progetto bramantesco fu però alterato in epoche successive.
Tra il 1585 ed il 1590 il Cortile del Belvedere venne diviso dal braccio trasversale della Biblioteca di Sisto V, interrompendo la continuità visiva del grande spazio terrazzato. Nel 1822 venne realizzato un secondo corpo di fabbrica trasversale, oggi occupato dai Musei Vaticani. Da quel momento si crearono quindi tre cortili aperti: il Cortile della Pigna (che prende il nome da una colossale pigna romana di bronzo), il Cortile della Biblioteca e il Cortile del Belvedere. Il complesso edilizio è utilizzato prevalentemente a scopo museale.
Progetto per la nuova Basilica di San Pietro
Da vari decenni i papi pensavano di rinnovare la vecchia basilica paleocristiana, che era sempre meno in grado di far fronte alle sue molteplici funzioni anche a causa di problemi statici dovuti ai muri relativamente sottili ed al tetto a capriate che minacciavano di crollare. Papa Niccolò V aveva iniziato lavori per aggiungere alla vecchia navata un nuovo coro ed un transetto, di sormontare la chiesa con una cupola e di rinnovare la navata.
Dopo un lungo periodo di inattività il cantiere fu riaperto da Giulio II che intendeva proseguire i lavori intrapresi da Bernardo Rossellino per Niccolò V. Tuttavia nel 1505, in un clima culturale pienamente rinascimentale che aveva coinvolto la Chiesa e la Curia, Giulio II decise la costruzione di una nuova colossale basilica che accogliesse anche il grandioso mausoleo, affidato a Michelangelo Buonarroti, che aveva concepito per la propria sepoltura.

Progetto di Bramante per la basilica di San Pietro

Dopo aver consultato i maggiori artisti del tempo, i lavori furono affidati a Bramante del quale ci rimangono alcuni progetti, tra i quali il famoso "piano pergamena", in cui propose una perfetta pianta centrale, a croce greca, caratterizzata da una grande cupola emisferica posta al centro del complesso e con altre quattro croci greche più piccole disposte simmetricamente a quincunx intorno alla grande cupola centrale.
Il progetto rappresenta un momento cruciale nell'evoluzione dell'architettura rinascimentale, ponendosi come conclusione di varie esperienze progettuali ed intellettuali. La grande cupola era ispirata a quella del Pantheon ed avrebbe dovuto essere realizzata in conglomerato cementizio; in generale tutto il progetto fa riferimento all'architettura romana antica nella caratteristica di avere le pareti murarie concepite come masse plastiche capaci di articolare lo spazio in senso dinamico. La costruzione della nuova basilica avrebbe inoltre rappresentato la più grandiosa applicazione degli studi teorici intrapresi da Francesco di Giorgio Martini a Leonardo da Vinci per chiese a pianta centrale, studi chiaramente ispirati alla tribuna ottagonale della cattedrale di Firenze. Altri riferimenti vengono dalla scuola fiorentina, in particolare con Giuliano da Sangallo che aveva utilizzato la pianta a croce greca ed aveva già proposto un progetto a pianta centrale per la basilica di San Pietro.
Tuttavia non tutti i disegni di Bramante indicano una soluzione di pianta centrale perfetta, segno forse che la configurazione finale della chiesa era ancora questione aperta.
Vennero, nei mesi del 1505, elaborate soluzioni capaci di integrare quanto già costruito del nuovo ed il corpo longitudinale della navata con una nuova crociera con transetto e cupola.
Nei lavori in cantiere, infatti, fu mantenuto quanto costruito dal Rossellino per il coro absidale, portato a termine completandolo con lesene doriche, in contrasto con il progetto del "piano pergamena".
La sola certezza sulle ultime intenzioni di Bramante e Giulio II è la realizzazione dei quattro possenti pilastri uniti da quattro grandi arconi destinati a sorreggere la grande cupola, fin dall'inizio, dunque, elemento fondante della nuova basilica.
Pertanto nonostante una serie di lunghissimi avvicendamenti alla conduzione del cantiere (da Raffaello Sanzio, a Michelangelo Buonarroti, a Carlo Maderno), i progetti bramanteschi influenzarono comunque lo sviluppo dell'edificio, con l'uso della volta a botte e con i quattro piloni sormontati da altrettanti pennacchi diagonali a sostegno di una vasta cupola emisferica.
Benché l'esterno e buona parte dell'interno dell'attuale San Pietro parlino il linguaggio di Michelangelo, furono Giulio II e Donato Bramante i veri ideatori di questo centro spirituale e materiale della città.
I lavori condotti dal Bramante iniziarono nel 1506 con la demolizione dell'abside ed il transetto dell'antica basilica, suscitando polemiche permanenti fuori e dentro la Chiesa. Bramante, soprannominato "maestro ruinante", fu dileggiato nel dialogo satirico Simia ("Scimmia") di Andrea Guarna, pubblicato a Milano nel 1517, che racconta come l'architetto, presentandosi da morto davanti a san Pietro, venga da questi rampognato per la demolizione e risponda con la proposta di ricostruire l'intero Paradiso.
Palazzo Caprini (distrutto)

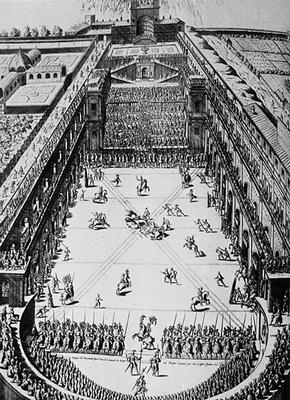
Il cortile del Belvedere in una stampa di metà XVI secolo

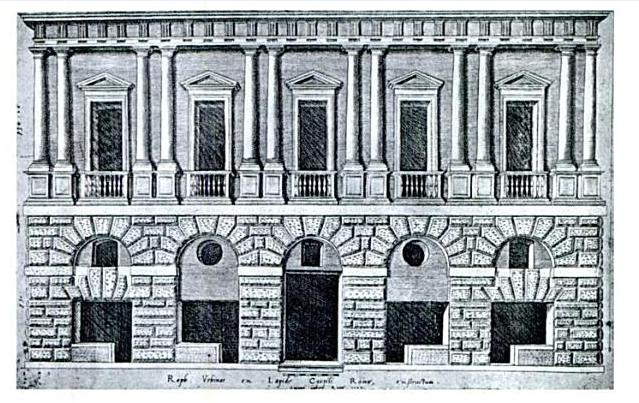
Palazzo Caprini

Progettato da Bramante intorno al 1510, era chiamato anche Palazzo di Raffaello (o Casa di Raffaello) perché l'artista vi aveva preso dimora e vi morì. Fu trasformato nel XVI secolo fu poi distrutto nel XVII secolo. Nonostante ciò, fu un prototipo fondativo dell'architettura civile rinascimentale, rappresentando un modello di palazzo che avrà molti imitatori sia a Roma, sia altrove (Andrea Palladio).
La facciata era caratterizzata da un alto basamento in finto bugnato gettato in casseforme, che comprendeva un piano inferiore, destinato a botteghe (come da tradizione medioevale) ed un piano mezzanino. Il piano nobile di cinque campate è scandito da un ordine di colonne doriche binate sormontate da una completa trabeazione, corrispondente ad un piano sottotetto di servizio che prendeva luce da fori sulle metope. La chiusura superiore riprende le mensole dell'Anfiteatro Flavio.
Altre opere a Roma

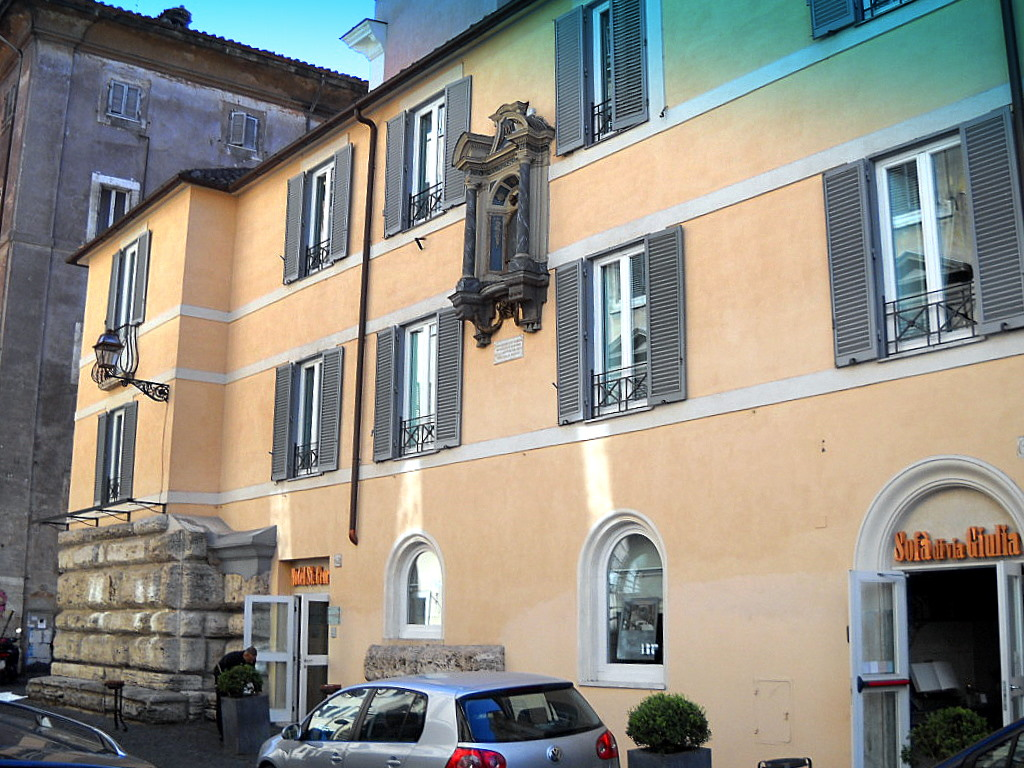
Sulla sinistra all'angolo dell'edificio parte del progetto bramantesco del non realizzato palazzo di giustizia

- Via Giulia. Oltre ad opere architettoniche, Bramante si occupò anche di realizzare una delle trasformazioni urbane volute da Giulio II che volle rettificare la via "magistralis" per farne una direttrice di espansione edilizia e di riqualificazione della città, parallela alla Via della Lungara voluta da Alessandro VI, progettando di farla giungere con un nuovo ponte, non realizzato, fino al Vaticano. Nel 1507 Bramante cominciò le demolizioni a destra e sinistra della nuova "strada Recta" che diventerà una delle zone di maggior attività edilizia sotto Leone X, prendendo il nome di Via Giulia.
- Tra il Tevere e questa nuova strada progettò per Giulio II il nuovo Palazzo dei tribunali con annesse le carceri, altrimenti detto di San Biagio dalla vicina chiesa omonima, progetto che pur avendo avuto inizio non giunse mai a termine, rimanendo di questa grande opera incompiuta solo alcuni tratti di basamento a bugnato noti come i "sofà" di via Giulia[46].
- Progetto per la chiesa dei Santi Celso e Giuliano, su incarico di Giulio II in conseguenza della demolizione dell'antica chiesa a seguito dei lavori di allargamento di via dei Banchi. Il progetto, a pianta centrale, viene messo in relazione a quelli contemporanei per San Pietro. Per mancanza di fondi non fu compiuta e quanto realizzato fu distrutto e sostituito dall'attuale chiesa.[47]
- Coro di Santa Maria del Popolo.
- Palazzo Castellesi
- Cortile di San Damaso in Vaticano (attribuzione)

### Altre opere nei possedimenti papali
A Bramante sono attribuite vari opere in Lazio e comunque nello stato pontificio come per esempio la chiesa di Capranica Prenestina, il cosiddetto Ninfeo di Genazzano e il Palazzo comunale di Tarquinia

#### Fortificazioni
Come primo architetto papale Bramante fu sovrintendente e responsabile di tutte le fabbriche papali, ed intervenne, con modalità ancora in parte da definire, nella progettazione di fortificazioni come la fortezza detta "di Bramante" a Civitavecchia, la fortezza di Civita Castellana (intorno al 1506), ed altre.

#### Loreto
Come architetto del papa, Bramante fu chiamato dal 1507 al 1509 ad occuparsi della Basilica della Santa Casa di Loreto, che Giulio II aveva portato sotto la diretta giurisdizione pontificia. A quella data la chiesa era già stata edificata e l'intervento di Bramante si limitò al progetto della facciata (non realizzata), della piazza antistante e del Palazzo Apostolico adiacente, oltre che del rivestimento marmoreo che racchiude la "Santa casa di Nazareth" contenuta nel santuario, poi attuato sotto la direzione dei suoi successori a Loreto: Cristoforo Romano (1509-1512), Andrea Sansovino (1513-25, che realizzò bassorilievi e sculture), Ranieri Nerucci e Antonio da Sangallo il Giovane.
L'involucro architettonico scandito da lesene corinzie, presenta il tema dell'arco di trionfo (due interassi minori ai lati di un interasse maggiore) serializzato come nel cortile superiore del Belvedere e ripetuto sul perimetro della casetta che secondo la leggenda è giunta in volo a Loreto da Nazaret.

### Todi

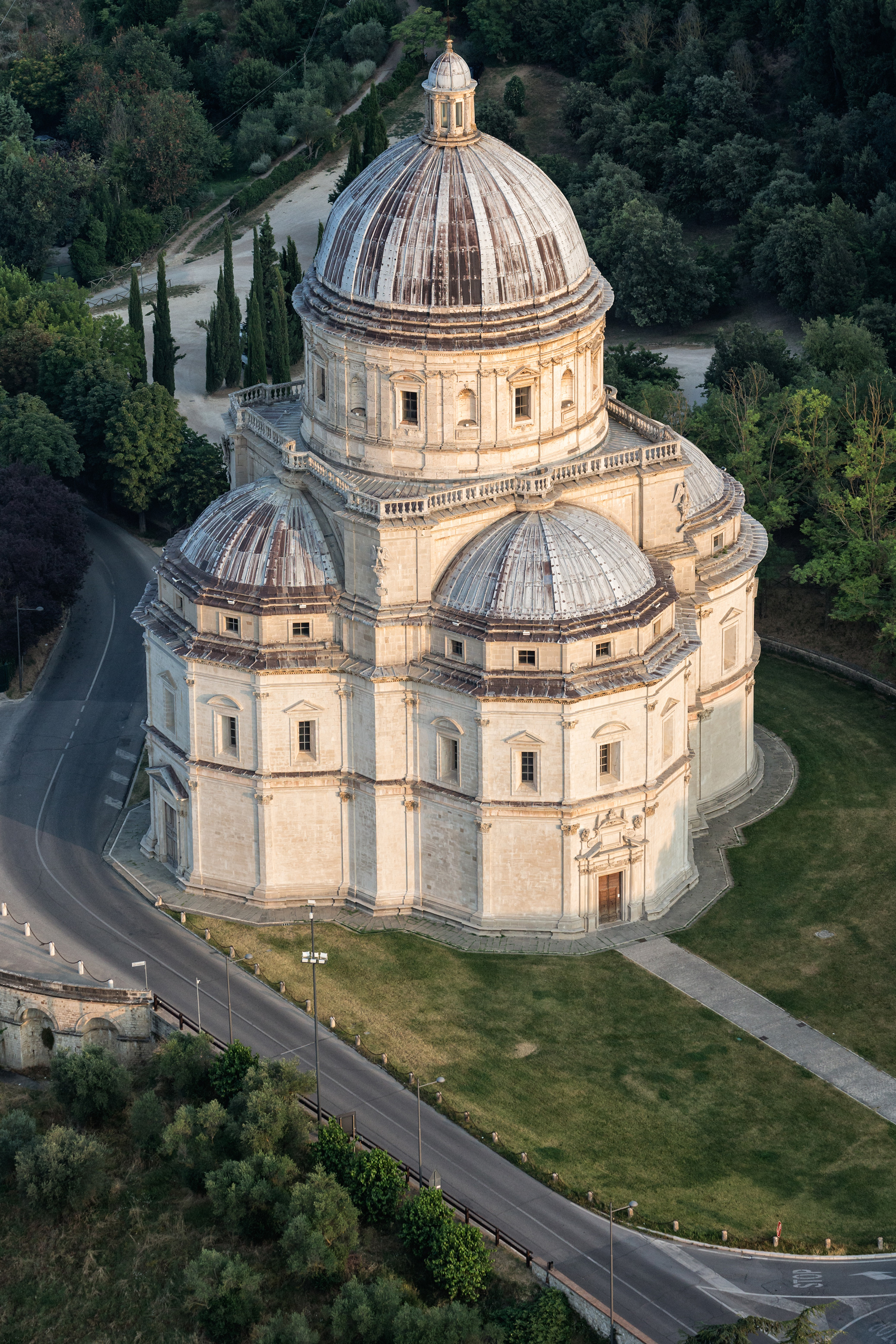
Santa Maria della Consolazione, Todi

A Bramante è stata autorevolmente attribuito il progetto del tempio di Santa Maria della Consolazione di Todi , ma non vi sono documenti che possano comprovare tale attribuzione. È certo che il Bramante non diresse i lavori, seguiti invece da Cola da Caprarola e successivamente da Baldassarre Peruzzi e poi da diversi altri.

#### Chiesa parrocchiale di Roccaverano

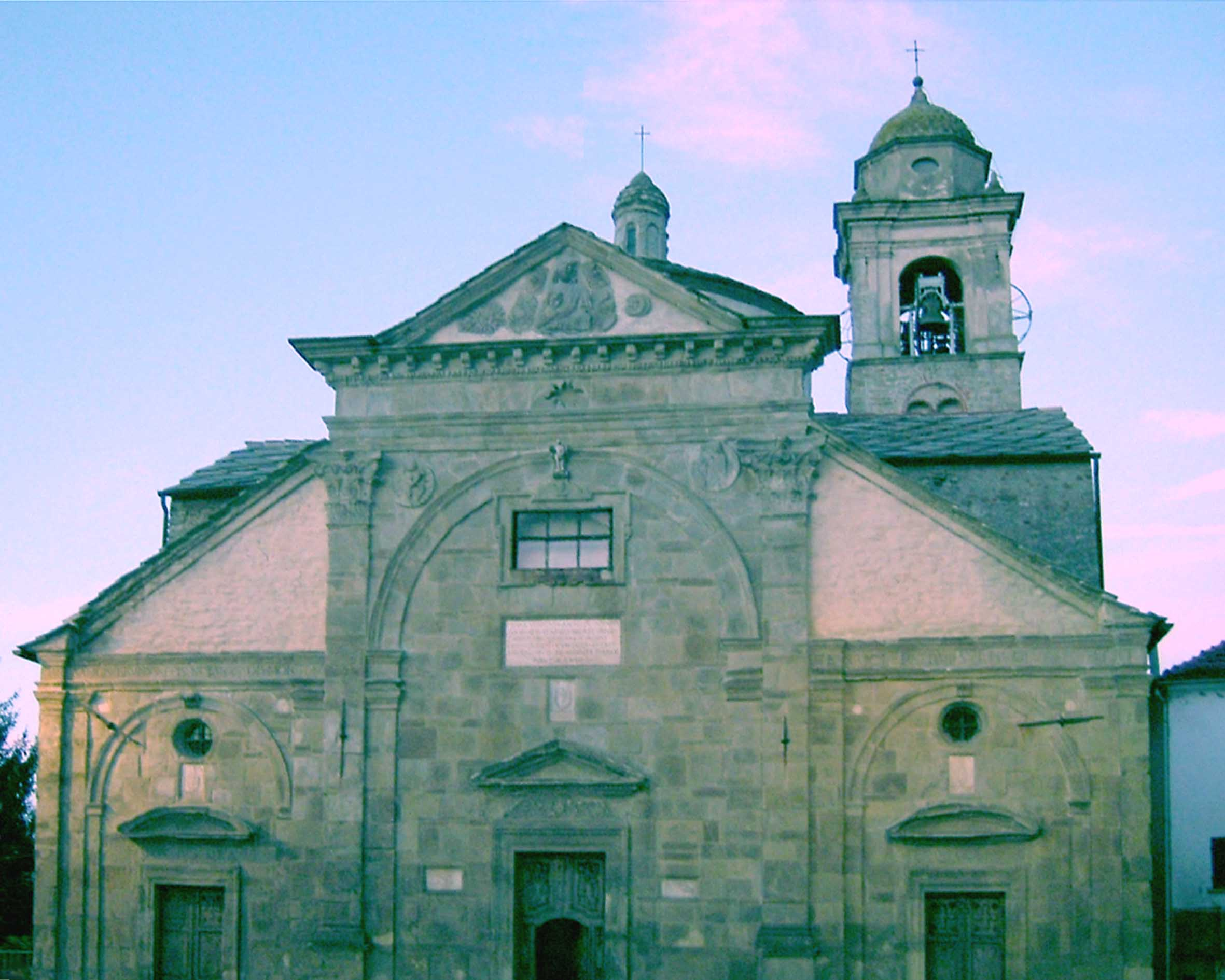
Chiesa parrocchiale di Roccaverano (AT)